# Karangraharja
Karangraharja is een bestuurslaag in het regentschap Bekasi van de provincie West-Java, Indonesië. Karangraharja telt 16.035 inwoners (volkstelling 2010).